# Luster (Norvegia)
Luster este o comună din provincia Sogn og Fjordane, Norvegia.